# Psychologia

Grecka litera Psi jest symbolem psychologii

Psychologia (od stgr. ψυχή psyche „dusza”; λόγος logos „słowo, myśl, rozumowanie”) – nauka badająca mechanizmy i prawa rządzące psychiką oraz zachowaniami człowieka. Psychologia bada również wpływ zjawisk psychicznych na interakcje międzyludzkie oraz interakcję z otoczeniem. Według Specera A. Rathusa psychologia jest badaniem naukowym zarówno zachowania, jak i procesów umysłowych.
Wiedza psychologiczna często wykorzystywana jest w diagnozie i leczeniu zaburzeń psychicznych. Jednakże dorobek psychologii pozwala na wykorzystanie jej także w wielu innych obszarach jak np. sądownictwo, biznes, interwencje w miejscu pracy, edukacja i szkolnictwo, sport, coaching, transport, neuropsychologia, zachowania konsumenckie , czy nawet sztuczna inteligencja i user experience. 
Psychologia jako nauka dotyczy ludzi, ale mówi się również o psychologii zwierząt (czyli zoopsychologii), chociaż zachowaniem się zwierząt zajmuje się także dziedzina biologii – etologia.

## Metody badawcze
Psychologia jest nauką empiryczną, która posługuje się metodą naukową (metoda naukowa to „zorganizowany sposób badania ludzkiego doświadczenia i empirycznego sprawdzenia idei w celu poszerzenia i sprecyzowania wiedzy” – cytat z podręcznika Specera A, Rathusa).
Na podstawie wiedzy potocznej, codziennego doświadczenia, ogólnych teorii naukowych (np. teorii psychologicznych) naukowiec formułuje pytanie badawcze, które staje się problemem badawczym. Badacz weryfikuje odpowiedzi (za pomocą dobranej kontrolowanej metody), po czym gromadzi dowody (obserwacje). Jest możliwe to, że pytanie badawcze można przekształcić w hipotezę – w tym przypadku zamiast weryfikować odpowiedzi na pytanie badawcze naukowiec sprawdza hipotezy, co pozwala na zebranie obserwacji, czyli dowodów. Po zebraniu dowodów badacz wyciąga wnioski oraz tworzy lub modyfikuje teorię, po czym może zadać nowe pytanie badawcze lub sformułować nową hipotezę badawczą i rozpocząć nowe badanie. W badaniu ważne jest określenie definicji operacyjnej badanych zmiennych, zastosowanie autoselekcji oraz możliwość replikacji wyników badania.
W psychologii stosuje się metody obserwacji, eksperymenty i metody badania mózgu.

### Metody obserwacji
Metodami obserwacji są:
- studium przypadku,
- sondaże,
- testy psychologiczne,
- obserwacja w warunkach naturalnych,
- obserwacja w warunkach laboratoryjnych.

### Eksperymenty
Podczas eksperymentów badacz manipuluje zmiennymi niezależnymi i obserwuje zmienne zależne. Osoby badane są dzielone na grupy eksperymentalne, wśród których występuje grupa kontrolna. Przeprowadzenie eksperymentu wymaga w niektórych wypadkach zastosowanie placebo lub wprowadzenia badanych w nieświadomość. W niektórych eksperymentach stosuje się metodę nazywaną podwójną nieświadomością manipulacji eksperymentalnej.

### Metody badania mózgu
Metody badania mózgu to:
- obserwacja osób, u których w wyniku wypadku doszło do uszkodzenia mózgu, w wyniku czego doszło do dezorganizacji lub do zaburzeń świadomości, zaburzeń pamięci, widzenia, słyszenia itp.,
- elektryczna symulacja mózgu,
- elektroencefalografia (EEG),
- komputerowa tomografia osiowa (CAT, computerized axial tomography),
- tomografia pozytronowa,
- obrazowanie rezonansem magnetycznym,
- celowe uszkodzenia mózgów zwierząt laboratoryjnych (badania na zwierzętach).

## Psychologia a inne nauki
Nauki, z których czerpie psychologia, to głównie socjologia, antropologia, filozofia i biologia, dzięki wypracowaniu własnych metod eksperymentalnych psychologia jest nauką samodzielną. Psychologia bywa jednak zaliczana do nauk społecznych, a także humanistycznych. Bywa także zaliczana do nauk behawioralnych (nauk o zachowaniu) razem z socjologią, etologią, biologią behawioralną, antropologią kulturową, kryminologią, niektórymi działami medycyny (psychiatrią, medycyną behawioralną).

## Dziedziny
Psychologia akademicka zajmuje się m.in.:
- procesami poznawczymi – postrzeganiem, myśleniem, wyobrażaniem, pamięcią (psychologia poznawcza);
- nabywaniem mowy i powiązaniem jej z pozostałymi procesami psychicznymi (psycholingwistyka);
- rozwojem i zmianami mechanizmów psychicznych (psychologia rozwoju człowieka);
- emocjami, procesami motywacji, stałymi cechami psychicznymi (psychologia osobowości i psychologia pozytywna);
- postrzeganiem osób i psychicznymi aspektami interakcji między ludźmi (psychologia społeczna) oraz komunikacją między nimi (negocjacje, mediacje);
- związkiem procesów psychicznych i funkcjonowaniem ośrodkowego układu nerwowego (neuropsychologia), fizjologicznym podłożem procesów psychicznych (psychofizjologia), ewolucyjnymi aspektami mechanizmów psychicznych (psychologia ewolucyjna);
- psychologicznymi aspektami religii, twórczości naukowej i artystycznej oraz innych obszarów funkcjonowania człowieka;
- zaburzeniami osobowości (psychopatologia).

Psychologia stosowana zajmuje się zastosowaniem wiedzy psychologicznej w:
- zaburzeniach procesów psychicznych (psychopatologia), ich diagnozowaniu i leczeniu (psychologia kliniczna) – pokrewną dziedziną medycyny jest psychiatria,
- diagnozie i rehabilitacji osób z uszkodzeniami ośrodkowego układu nerwowego (neuropsychologia),
- korygowaniu zaburzeń relacji społecznych w związkach partnerskich i rodzinie (psychoterapia, psychologia małżeństwa i rodziny),
- psychicznych uwarunkowaniach chorób somatycznych, promocji zdrowia i działań praktycznych na terenie medycyny (psychologia zdrowia),
- wymiarze sprawiedliwości (psychologia sądowa),
- problemach szkolno-wychowawczych, funkcjonowaniu instytucji szkolnych i wychowawczych (psychologia wychowawcza),
- organizacjach (psychologia organizacji) i przedsiębiorstwach (psychologia pracy),
- zachowaniach ekonomicznych ludzi (psychologia ekonomiczna),
- w wojsku, sporcie, wyznaniach i w wielu innych obszarach.

Dziedzina psychologii na pograniczu statystyki zajmująca się konstrukcją testów psychologicznych to psychometria. Obecnie coraz lepsze rezultaty daje łączenie psychologii z neurobiologią (zob. także kognitywistyka).

### Dziedziny psychologii według Spencera A. Rathusa
Spencer A. Rathus opisuje następujące dziedziny psychologii:
1. psychologia kliniczna – zajmuje się udzielaniem pomocy z zaburzeniami psychicznymi. Pomoc dotyczy takich spraw, jak lęk, depresja, zaburzenia funkcjonowania seksualnego, utrata poczucia celu w życiu. Psycholodzy kliniczni badają te problemy za pomocą wywiadu i badań testowych, pomagają w rozwiązaniu kłopotów życiowych i zmianie autodestrukcyjnych sposobów postępowania. Osoby wykonujące zawód psychologa klinicznego pracują w instytucjach specjalizujących się w działalności medycznej (zarówno w poradniach, jak i oddziałach oraz klinikach), ale nie są lekarzami psychiatrami[12].
2. psychologia specjalizująca się w poradnictwie – zajmuje się na udzielaniem pomocy osobom, które co prawda nie cierpią na żadne zaburzenie psychiczne, ale mają problem z adekwatnym funkcjonowaniem. Specjaliści specjalizujący się w tym obszarze psychologii również posługują się wywiadem oraz testami psychologicznymi w celu zidentyfikowania problemu klienta, pracują w poradniach, centrach i placówkach związanych z rehabilitacją i pomagają w podejmowaniu decyzji, nawiązaniu lub zakończeniu jakiejś relacji, rozwiązaniu konfliktu, a także udzielają pomocy osobom dotkniętym niepełnosprawnością lub mającym kłopoty zawodowe. Psycholodzy ci pomagają zidentyfikować problem i rozwiązać go[13].
3. psychologia szkolna – bada problemy uczniów w nauce. Psycholodzy szkolni są zatrudnieni w placówkach edukacyjnych, rozpoznają problemy w nauce oraz ich przyczyny za pomocą wywiadu z uczniami, nauczycielami i rodzicami, testów oraz obserwacji uczniów w klasach, pomagają przezwyciężyć te problemy[13].
4. psychologia kształcenia – przedmiotem tej dziedziny psychologii, podobnie jak psychologii szkolnej, jest nauczanie, z tym, że psychologia kształcenia nie skupia się na jednostkach (pojedynczych uczniach), ale koncentruje się na metodyce i programach nauczania. Psycholodzy kształcenia zajmują się problemem uczenia się, rozwojem dziecka, problemem dokonywania pomiarów osiągnięć ucznia oraz badają w jaki sposób szybkość i jakość uczenia się zależy od czynników psychologicznych, takich jak: rodzaj motywacji, inteligencja, postępowanie nauczyciela. Niektórzy psycholodzy kształcenia konstruują i badają to, jak konstruować standaryzowane testy mierzące uzdolnienia uczniów oraz osiągnięcia szkolne[13].
5. psychologia rozwojowa, która bada zmian fizycznych i emocjonalnych, zmian w funkcjonowaniu poznawczym i funkcjonowaniu społecznym w ciągu życia człowieka. Psycholodzy rozwojowi starają się opisać czynniki związane z dziedziczeniem i wpływy środowiskowe, które to wpływy są wywierane na rozwój osoby. Problematyka tej dziedziny obejmuje na przykład to, jaki wpływ na dziecko ma zażywanie przez matkę narkotyków i innych substancji, konsekwencje stylów wychowawczych, konflikty w okresie dojrzewania, sposób postrzegania czasoprzestrzeni, adaptacyjne problemy osób w podeszłym wieku[14].
6. psychologia osobowości – opisuje cechy oraz wpływ tychże cech na sposób myślenia, zachowanie i emocje. Psycholodzy osobowości próbują wyjaśnić przyczyny zaburzeń i chorób psychicznych oraz zajmują się takimi zagadnieniami jak: społeczne role płciowe, agresja, lęk[14].
7. psychologia społeczna – która bada wyznaczniki postrzegania sytuacji społecznych oraz ich istotę, opisuje sposoby myślenia i odczuwania sytuacji społecznych, przeprowadza refleksję na temat postępowaniem człowieka wobec innych. W odróżnieniu od psychologów osobowości, którzy większą wagę kładą na wewnętrznych wyznacznikach zachowania, psycholodzy społeczni skupiają się na jego kontekście społecznym i sytuacyjnym, kiedy to w swojej istocie zachowanie zależy od obu klas tych czynników[14].
8. psychologia środowiskowa – której reprezentacji nazywani są również psychologami ekologicznymi i dążą do opisania zależności pomiędzy ludzkim zachowaniem a cechami fizycznymi środowiska, a jakim dochodzi do tego zachowania. Psycholodzy środowiskowi badają na przykład wpływ czynników urbanistycznych (np. architektury) na zaspokajanie potrzeb oraz działanie (zachowanie). Psycholodzy ekologiczni biorą pod uwagę zanieczyszczenia (takie jak hałas czy zanieczyszczenie powietrza), krańcowe temperatury[14].
9. psychologia pracy i organizacji – badającą prawidłowości funkcjonowania organizacji, stosunki międzyludzkie w miejscach pracy, czynniki ludzkie w funkcjonowaniu zespołów „człowiek – maszyna”[15].
10. psychologia konsumenta – której reprezentanci próbują zbadać i przewidzieć to, co i kiedy ludzie kupują. Psycholodzy konsumenta doradzają handlowcom i kierownikom sklepów jak zachęcić klientów do nabywania towarów i usług (odpowiednio układając ekspozycje, stosując właściwe środki w reklamach)[15].
11. psychologia sądowa – pomaga ocenić to, w jaki sposób zaburzenia i choroby psychiczne oskarżonych miały wpływ na działanie oskarżonych oraz w ocenie wiarygodności zeznań świadków sądowych. Psycholodzy sądowi są nie tylko ekspertami i biegłymi, ale zatrudniani są również w komendach Policji, gdzie uczestniczą w selekcji kandydatów do pracy w zawodzie policjanta oraz doradzają funkcjonariuszom, jak radzić sobie ze stresem, jak postępować osobom, które chcą popełnić samobójstwo, negocjować w przypadku przestępstwa z uczestnictwem zakładników, czy jak rozwiązywać konflikty rodzinne[15].
12. psychologia zdrowia – bada związek procesów psychicznych i zachowania ze zdrowiem i stanem fizycznym. Psycholodzy zdrowia interesują się wpływem stresu na problemy zdrowotne (takie jak: skłonność do chorób serca, chorób nowotworowych czy migreny), pomagają zmienić zachowanie w ten sposób, aby kształtować zachowania prozdrowotne i zapobiegać chorobom (np. kształtując odpowiednie nawyki dietetyczne, wychodząc z nałogów i unikając używek, uprawiając sport lub jakąkolwiek aktywność fizyczną)[15].
13. psychologia sportu, której reprezentanci pomagają sportowcom w uzyskiwaniu lepszych efektów sportowych, radzeniu sobie z lękiem, stresem, presją widowni. Psycholodzy sportu badają to, jak można wykorzystać strategie poznawcze dla osiągnięcia lepszych wyników oraz badają rolę emocji w sporcie (np. to, czy gniew na rywala obniża, czy też podwyższa szansę na dobre wyniki)[15].

## Pochodzenie nazwy
Termin psychologia pochodzi z języka greckiego i dosłownie oznacza „naukę o duszy”. Nazwa ta jednak nie była znana ani używana przez starożytnych greków (stosowano wtedy gr. zwrot περι ψυχης--peri psychis). Nazwa „psychologia” została sztucznie utworzona dopiero w XVI wieku.
Najwcześniej użył jej poeta i humanista Marko Marulić ze Splitu w zagubionej łacińskiej rozprawie „Psichiologia de ratione animae humanae” wydanej między 1510 a 1519 rokiem.
Warto również zauważyć, że nazwa „psychologia” nie od razu się przyjęła: przez cały XVII wiek stosowano nazwę „pneumatologia” (od gr. pneuma – tchnienie, duch). Do rozpowszechnienia nazwy „psychologia” przyczynił się dopiero w XVIII wieku niemiecki filozof Christian Wolff poprzez wydanie Psychologia empirica i Psychologia rationalis.

## Dzieje psychologii
Psychika interesowała ludzi we wszystkich kulturach, ale systematyczne gromadzenie wiedzy empirycznej na ten temat rozpoczyna się dopiero w XIX wieku. Co prawda najczęściej jako początek psychologii wskazuje się rok 1879, kiedy to Wilhelm Wundt założył w Lipsku (miejscowość w Niemczech) pierwsze laboratorium psychologiczne, ale już wcześniej liczni badacze przeprowadzali namysł nad zjawiskami psychicznymi. Psychologia była traktowana wcześniej jako dziedzina filozofii.
Już Demokryt około 400 roku przed naszą erą sugerował prowadzenie namysłu o człowieku w kategoriach duszy i ciała, co jest wciąż aktualnym problemem współczesnej nam psychologii, która zajmuje się interakcjami czynników biologicznych i psychicznych. Demokryt jako jeden z pierwszych filozofów sformułował pytanie o to, czy człowiek posiada możliwość wyboru, a więc i czy posiada wolną wolę, a także wskazywał na problem uzależnienia zachowania człowieka od stymulacji zewnętrznej.
Filozofem, którego koncepcje pozostają nadal inspiracją dla psychologii, jest Sokrates, który zauważał, że nie możemy czerpać wiarygodnej samowiedzy za pomocą zmysłów, gdyż te ani nie odzwierciedlają idealnie rzeczywistości, ani też nie są nieomylne – stąd współcześni nam psycholodzy często przyznają to, że spostrzeżenia i pamięć ludzka nie zawsze odpowiadają temu, co rzeczywiste, oraz proponują za Sokratesem introspekcję (badanie swoich myśli i odczuć w dążeniu do samowiedzy) oraz wskazują na wartość racjonalnego myślenia. Sokrates zwracał również uwagę na to, że człowiek jest stworzeniem społecznym, a jednostki ludzkie w społeczeństwie wywierają na siebie ogromny wpływ. Nie znamy żadnego tekstu napisanego przez Sokratesa, ale jego poglądy przetrwały dzięki jego uczniom. Jednym z takich uczniów był Platon (około 427–347 r. p.n.e.), który zapisał twierdzenie Sokratesa: „Poznaj samego siebie”. Sentencja ta jest ważnym mottem wielu z psychologów. Platon jako pierwszy opisał konflikty wewnętrzne.
Uczeń Platona, Arystoteles (384–322 r. p.n.e.), jako syn nadwornego lekarza, odbył studia medyczne, a potem sam nauczał między innymi Aleksandra Wielkiego (założył nawet Lykeion – szkołę uważaną za pierwszy uniwersytet). Arystoteles jest uważany za współtwórcę empiryzmu (w znaczeniu poglądu o tym, że wartościowa jest ta informacja, która pozyskana jest z ludzkich zmysłów), uważał, że psychika, jako byt inteligibilny, może być badana tak, jak badane są zjawiska przyrody, jako pierwszy twierdził, że człowiek ma pięć zmysłów (wzrok, słuch, smak, węch, dotyk), zajmował się naturą związków przyczynowo-skutkowych, widział w zdolności do racjonalnego myślenia różnicę pomiędzy człowiekiem a innymi przedmiotami ożywionymi, stworzył podwaliny prawa asocjacjonizmu, zauważył to, że obrazy w ludzkiej wyobraźni i marzeniach trwają dłużej niż stymulacja zmysłowa wywołująca te obrazy. Jedno z dzieł Arystotelesa nosi tytuł: „O psychice”.
Innymi filozofami, którzy również mieli ogromny wpływ na psychologię, są św. Augustyn, Kartezjusz, John Stuart Mill.
Pierwsze próby zastosowania metody doświadczalnej wiążą się z nazwiskami niemieckich naukowców Johannesa Müllera, Hermanna von Helmholtza i Gustava Fechnera, których prace dotyczyły pogranicza fizjologii z psychologią (percepcja bodźców).
Gustaw Theodor Fechner (1801-1887) w roku 1860 wydał „Elementy psychofizyki” – dzieło obrazujące sposób, w jaki zdarzenia fizyczne (światło i dźwięk) są związane z wrażeniami psychicznymi i spostrzeżeniami oraz proponujące naukowy sposób mierzenia efektów tych zdarzeń.
Wilhelm Wundt wraz z zespołem w oparciu o publikację Jak należy badać duszę? Czyli o metodzie badań psychologicznych Juliana Ochorowicza w roku 1869 usystematyzował metodę rejestracji subiektywnych doznań określaną jako introspekcja. Julian Ochorowicz jako doktorant-metodolog współpracował w zespole Wilhelma Wundta, a w roku 1874 przedstawił własną dysertację o Warunkach świadomości na Uniwersytecie w Lipsku. Dodatkowo przedstawił publikację na temat stworzenia Międzynarodowego Kongresu Psychologii. Z inicjatywy Polskiego psychologa Juliana Ochorowicza i innych znanych psychologów w dniach 6–10 sierpnia 1889 roku na Polu Marsowym w Paryżu (na platformie w Wieży Eiffla) odbył się I Międzynarodowy Kongres Psychologii Fizjologicznej. W roku 1909, pierwszą kobietą powołaną do szóstego Komitetu organizacyjnego, Międzynarodowego Kongresu Psychologii Fizjologicznej mającego odbyć się 2–7 sierpnia 1909 roku w Genewie, była polska lekarz Józefa Joteyko – kierownik laboratorium psychologicznego na Uniwersytecie w Brukseli. Dr Ioteyko (pisownia późniejsza: Joteyko) była jedną z ośmiu polskich psychologów, w tym piątą kobietą Międzynarodowego Kongresu Psychologów w Genewie, gdzie doszło do zaproponowania podczas kongresu w 1909 roku, że kolejny międzynarodowy kongres odbędzie się w Warszawie. Ze względu na działania wojenne w latach 1914–1918, na terenie odradzającej się Rzeczypospolitej Polskiej w latach 1918–1919. Do Zorganizowania Międzynarodowego Kongresu Psychologów w Warszawie nie doszło do dziś, natomiast od roku 1918 zaczęto organizować na nowo życie publiczne i naukowe m.in.: psychologii. Kolejny siódmy Międzynarodowy Kongres Psychologów, odbył się w Oksfordzie w dniach 26 lipca – 2 sierpnia 1923 roku, któremu przewodniczył Charles S. Myers. Za datę ukonstytuowania się psychologii jako samodzielnej nauki empirycznej uważa się utworzenie w 1879 roku, pierwszego w Europie laboratorium psychologicznego na Uniwersytecie Lipskim przez profesora Wilhelma Wundta.

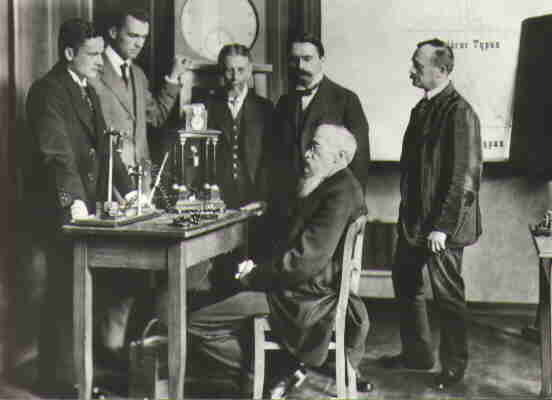
Wilhelm Wundt (siedzi) wraz ze swoją grupą badawczą.

Psychologia laboratoryjna była wykorzystywana przez szereg pierwszych szkół psychologicznych w Europie, w tym:
- asocjacjonizm (inaczej strukturalizm) (Wilhelm Wundt) zakładający, że złożone doznania są produktem łączenia się prostszych;
- funkcjonalizm (William James) zakładający, że procesy psychiczne mają do wypełnienia funkcje, które je organizują;
- psychologia Gestalt (Max Wertheimer, Wolfgang Kohler, Kurt Koffka) zakładający, że istnieją mechanizmy aktywnie organizujące procesy psychiczne.

Metoda introspekcyjna opierała się na założeniu, że procesy psychiczne możemy badać tylko „od wewnątrz”, rejestrując świadome doznania. Metoda ta jednak była powszechnie krytykowana z powodu subiektywizmu i nieuniknionych deformacji treści psychicznych przez sam fakt badania. Radykalnie odmienną metodologię zaproponował behawioryzm (John Watson) postulujący badanie człowieka jako „czarnej skrzynki”, przez analizę powiązań między docierającymi bodźcami a reakcjami. Współczesna psychologia przyjęła w dużej części metodologiczne postulaty behawioryzmu.
Do najważniejszych osiągnięć psychologii (i nauk pokrewnych) należą:
- odkrycie warunkowania klasycznego (Iwan Pawłow) i instrumentalnego (E. Thorndike i Burrhus Skinner);
- badania zapamiętywania i zapominania materiału werbalnego Hermanna Ebbinghausa – wykreślenie krzywej zapominania;
- rozróżnienie pamięci krótkotrwałej i długotrwałej (William James, D. Hebb, D. Broadbent);
- badanie struktury pojęć (Eleanor Rosch);
- gramatyka generatywno-transformacyjna Noama Chomsky’ego;
- określenie etapów rozwoju umysłowego (Jean Piaget);
- określenie etapów rozwoju psychoseksualnego (Zygmunt Freud);
- koncepcja dążenia do mocy i przewagi nad innymi (Władysław Witwicki, Alfred Adler)
- koncepcja hierarchii potrzeb (Abraham Maslow);
- badania funkcjonowania małych grup i zmiany postaw (Kurt Lewin);
- opracowanie metod diagnozy klinicznej i psychoterapii (Zygmunt Freud, Carl Rogers, Aaron Beck).

### Historyczne podstawy współczesnych nurtów psychologii
- funkcjonalizm
- asocjacjonizm
- strukturalizm

### Najważniejsze nurty (szkoły) psychologiczne
W ogólności istnieją 4 główne podejścia do umysłu przedstawiane przez behawiorystów, kognitywistów, neuronaukowców oraz psychologów głębi.
- Gestalt (psychologia postaci)
- psychologia głębi i związane z nią podejście psychodynamiczne dzielące się na następujące nurty:
  - psychoanalizę zapoczątkowana przez Z. Freuda oraz neopsychoanalizę (niekiedy nazywaną psychologią kulturalistyczną; prace J. Lacana, E. Fromma, H. Sullivana);
  - psychologie analityczną zapoczątkowana przez C. G. Junga, będąca częściową krytyką psychoanalizy i jej rozszerzeniem (m.in. wprowadzenie pojęcia nieświadomości zbiorowej i archetypów);
  - psychologię indywidualną zapoczątkowana przez A. Adlera.
- behawioryzm i neobehawioryzm
- psychologia humanistyczna
- psychologia poznawcza
- psychologia ewolucyjna
- neuropsychologia
- psychologia społeczna
- psychologia polityczna
- psychologia kulturowa
- psychologia religii
- psychologia tłumu
- psychologia międzykulturowa
- psychologia transpersonalna

## Krytyka
Naukowe badanie samej psychologii (czyli metanauka) ujawniło istotne problemy związane z metodologią badań psychologicznych: duży udział błędów, niska odtwarzalność (kryzys replikacyjny) i nagminne niewłaściwe a naiwne wykorzystywanie danych statystycznych. Krytykowane jest również wyciąganie wniosków dotyczących całej ludzkości na podstawie badań wykonanych na grupie niereprezentatywnej określanej jako WEIRD (Western, Educated, Industrialized, Rich, Democratic), często jeszcze bardziej ograniczonej do amerykańskich studentów psychologii lub socjologii. Odkrycie to doprowadziło do reform w ramach społeczności naukowej i poza nią.
Badania na uniwersytecie w Tilburgu zburzyły złudzenie, że naukowcy są bardziej obiektywni niż większość ludzi, dowodząc, że większość badaczy ma słabą zdolność obiektywnego spojrzenia na dane i przeszacowuje statystyczną moc swoich badań.